# Antonia Tarragó
Antonia Tarragó González est née en 1832 et morte en 1916. Elle est professeure et activiste féministe chilienne connue pour son travail en faveur des droits des femmes, à l'enseignement. Elle joue un rôle important pour l'accès des femmes à l'université à partir de 1872,,.

## Biographie
Antonia Tarragó González fonde l'école Santa Teresa en 1864, destinée à dispenser un enseignement secondaire aux femmes. Cette école devient la première institution à fournir un niveau d'enseignement similaire à celui des hommes à cette époque au Chili. Elle contribue à consolider la voie d'accès aux établissements publics d'enseignement secondaire pour les femmes.
En octobre 1872, elle effectue une demande au ministre de l'éducation chilien afin que les examens passés par les étudiantes au sein de son établissement soient reconnues comme valides, et puissent ainsi avoir accès à l'enseignement supérieur. Dans un premier temps, elle n'obtient aucune réponse. Il faudra attendre 1876, année à laquelle une autre éducatrice et activiste chilienne Isabel Le Brun, adresse de nouveau une demande au ministère de l'Éducation pour que la question de l'accès à l'enseignement des chiliennes, trouve un écho dans la presse de l'époque.
En 1877, grâce aux demandes adressées par Antonia Tarragó et Isabel Le Brun, et le débat qu'elles suscitent, le ministre de l'Éducation Miguel Luis Amunáte prend l'arrêté Amunátegui. Celui-ci autorise l'accès des femmes chiliennes à l'éducation supérieure.
En avril de 1946, le « Monument aux éducatrices » est inauguré , qui lui est consacré ainsi qu'à Isabel Le Brun, œuvre réalisée par le sculpteur Samuel Román et située à Santiago, Chili sur la bande centrale de l'avenue Alameda, face à la 18e avenue.